# Alombus politus
Alombus politus är en tvåvingeart som beskrevs av Becker 1914. Alombus politus ingår i släktet Alombus och familjen fritflugor.
Artens utbredningsområde är Tanzania. Inga underarter finns listade i Catalogue of Life.